# Canon EOS-1D Mark IV
Die Canon EOS-1D Mark IV ist eine digitale Spiegelreflexkamera des japanischen Herstellers Canon, die im Dezember 2009 in den Markt eingeführt wurde. Sie wird inzwischen nicht mehr produziert. Der Hersteller richtete sie an Berufsfotografen.

## Technische Merkmale
Die Kamera besitzt einen 16 Megapixel-CMOS-Sensor im APS-H-Format. Im Weiteren hat sie folgende Merkmale:
- wetterfestes Gehäuse aus Magnesiumlegierung
- drahtlose Transfers mit optionalem Wireless Transmitter WFT-E2
- 3,0"-LCD (ca. 920.000 Bildpunkte)
- 14-Bit-A/D-Wandler
- integriertes Reinigungssystem
- kompatibel mit allen EF-Objektiven (außer EF-S)

## GPS-Anschluss
Über den Datentransmitter WFT-E2 kann an die Kamera ein GPS-Gerät angeschlossen werden, um den relativ genauen Aufnahmeort jedes Fotos aufzuzeichnen. Die vom GPS-Empfänger ermittelten Koordinaten werden in den Exif-Daten des Bildes gespeichert (Geo-Imaging).